# 2기 SBS배 연승바둑최강전
2기 SBS배 연승바둑최강전은 SBS의 TV속기전이다. 결승에서는 이창호 六단이 정수현 七단을 2대 0으로 완봉하여 2연패 달성과 통산 2회 우승했다. 

## 대국 결과
| 대진        | 연도   | 대국일자  | 승자            | 패자            | 결과              | 기보 |
| ----------- | ------ | --------- | --------------- | --------------- | ----------------- | ---- |
| 본선 1국    | 1993년 | 4월 9일   | 김일환 七단     | 양상국 七단     | 205수 흑 18집반승 |      |
| 본선 2국    | 1993년 | 4월 9일   | 김일환 七단     | 윤기현 九단     | 240수 흑 2집반승  |      |
| 본선 3국    | 1993년 | 5월 7일   | 이동규 七단     | 김일환 七단     | 294수 흑 14집반승 |      |
| 본선 4국    | 1993년 | 5월 7일   | 정수현 七단     | 이동규 七단     | 151수 흑 불계승   |      |
| 본선 5국    | 1993년 | 5월 21일  | 정수현 七단     | (故)하찬석 八단 | 266수 흑 7집반승  |      |
| 본선 6국    | 1993년 | 5월 21일  | 정수현 七단     | 유창혁 六단     | 266수 흑 6집반승  |      |
| 본선 7국    | 1993년 | 6월 4일   | 박승문 二단     | 나종훈 四단     | 261수 흑 19집반승 |      |
| 본선 8국    | 1993년 | 6월 4일   | 최명훈 二단     | 박승문 二단     | 219수 흑 불계승   |      |
| 본선 9국    | 1993년 | 6월 18일  | 최명훈 二단     | 차수권 二단     | 240수 백 불계승   |      |
| 본선 10국   | 1993년 | 6월 18일  | 최명훈 二단     | 홍태선 七단     | 131수 흑 불계승   |      |
| 본선 11국   | 1993년 | 7월 2일   | 양재호 八단     | 장수영 九단     | 180수 백 불계승   |      |
| 본선 12국   | 1993년 | 7월 2일   | 양재호 八단     | 윤현석 二단     | 251수 흑 1집반승  |      |
| 본선 13국   | 1993년 | 7월 16일  | 최규병 六단     | 양재호 八단     | 251수 흑 3집반승  |      |
| 본선 14국   | 1993년 | 7월 16일  | 최규병 六단     | (故)우쑹성 九단 | 264수 백 1집반승  |      |
| 본선 15국   | 1993년 | 7월 30일  | 최규병 六단     | 정대상 五단     | 288수 백 4집반승  |      |
| 본선 16국   | 1993년 | 7월 30일  | 서능욱 九단     | (故)김인 九단   |                   |      |
| 본선 17국   | 1993년 | 8월 6일   | 서능욱 九단     | 서봉수 九단     | 307수 흑 18집반승 |      |
| 본선 18국   | 1993년 | 8월 6일   | 서능욱 九단     | 홍종현 七단     | 302수 백 2집반승  |      |
| 본선 17국   | 1993년 | 8월 27일  | 백성호 八단     | 이홍열 五단     | 313수 백 5집반승  |      |
| 본선 18국   | 1993년 | 8월 27일  | 백성호 八단     | 김학수(小) 六단 | 182수 백 불계승   |      |
| 본선 19국   | 1993년 | 9월 10일  | 백성호 八단     | (故)이계훈 三단 | 255수 흑 불계승   |      |
| 본선 20국   | 1993년 | 9월 10일  | 오규철 四단     | 조훈현 九단     | 339수 흑 14집반승 |      |
| 본선 21국   | 1993년 | 9월 24일  | 오규철 四단     | 이상훈(小) 二단 | 240수 흑 3집반승  |      |
| 본선 22국   | 1993년 | 9월 24일  | 강훈(大) 七단   | 오규철 四단     | 246수 흑 6집반승  |      |
| 본선 23국   | 1993년 | 10월 15일 | 강훈(大) 七단   | (故)김수영 六단 | 237수 흑 11집반승 |      |
| 본선 24국   | 1993년 | 10월 15일 | (故)임선근 七단 | 강훈(大) 七단   | 247수 백 5집반승  |      |
| 본선 25국   | 1993년 | 10월 28일 | 이창호 六단     | (故)임선근 七단 | 137수 흑 불계승   |      |
| 결선        | 1993년 | 10월 28일 | 정수현 七단     | 최규병 六단     | 210수 흑 2집반승  |      |
| 결선        | 1993년 | 10월 28일 | 이창호 六단     | 최명훈 二단     | 184수 백 불계승   |      |
| 결선 준결승 | 1993년 | 11월 11일 | 정수현 七단     | 서능욱 九단     | 188수 백 불계승   |      |
| 결선 준결승 | 1993년 | 11월 11일 | 이창호 六단     | 백성호 八단     | 278수 백 1집반승  |      |
| 결승 1국    | 1994년 | 3월 3일   | 이창호 六단     | 정수현 七단     | 156수 백 불계승   |      |
| 결승 2국    | 1994년 | 3월 3일   | 이창호 六단     | 정수현 七단     | 207수 흑 불계승   |      |
| 결승 3국    | 1994년 | 3월 10일  |                 |                 |                   |      |